# 10-cm-Turmhaubitze T.H. M.9
Die 10-cm-Turmhaubitze T.H. M9, bestehend aus Panzerkuppel und Geschütz, war Teil der moderneren österreichisch-ungarischen Befestigungsanlagen während des Ersten Weltkrieges. Hersteller aller Panzerkuppeln waren die Škoda-Werke in Pilsen.

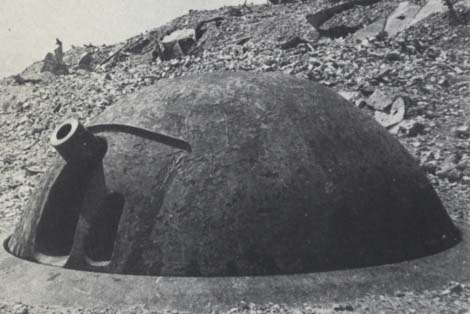
Intakte Turmhaubitze T.H. M9 (Die Wetterschutzhaube über der Rohrmündung und der Beobachtungsöffnung fehlt. Sie war in die querlaufenden Leiste eingehängt.)

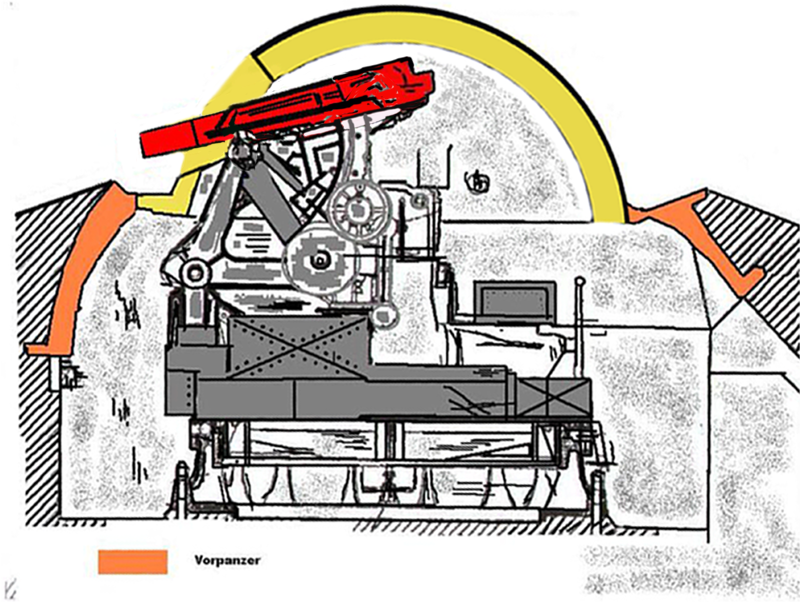
Vereinfachte Sicht in eine Haubitzpanzerkuppel (hier T.H. M9) mit Depressionslafette (Rohr in negativer Erhöhung)

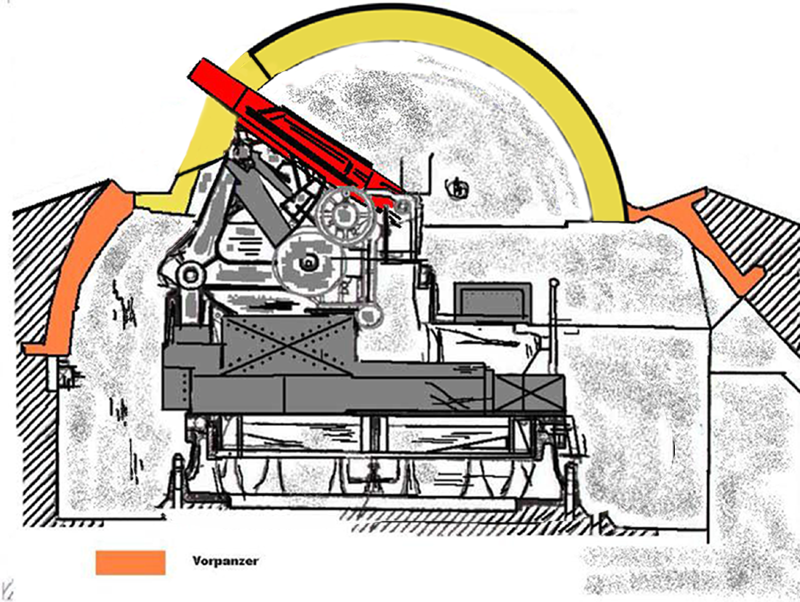
Vereinfachte Sicht in eine Haubitzpanzerkuppel (hier T.H. M9) mit Depressionslafette (Rohr in positiver Erhöhung)

## Entwurf
Für die Hauptbewaffnung der neuen Festungswerke an der Grenze zu Italien und in Bosnien-Herzegowina sah der ursprüngliche Entwurf des Obersten des Geniestabes Otto Ellison von Nidlef vor, hier im Gegensatz zur gebräuchlichen Anwendungsweise eine Trennung von Geschützlafette und Turmkalotte durchzuführen. Das bedeutete, dass Geschütz und Turm nicht starr miteinander verbunden waren. Da die Haubitze als Minimalschartenkanone ausgeführt war, musste im geringen Seitenrichtbereich nicht jedes Mal der ganze Turm in Bewegung gesetzt werden. Des Weiteren hegte man die Befürchtung, dass beim Abschuss Schwingungen entstehen könnten, die über die Turmglocke eventuell auf das Geschütz übertragen und dieses beschädigen könnten. Ein weiterer Vorteil war die Möglichkeit, bei Bedarf das Geschütz mit Lafette ohne größeren Aufwand auszubauen und anderweitig zum Einsatz zu bringen. Die Kuppeln bestanden aus sehr zähem Chromnickelstahl (sogenanntem P-2-Stahl) mit einer Zerreißfestigkeit von 45 kg/mm². Die Fertigungskosten für Kuppel und Lafette beliefen sich auf 90.000 Kronen.

## Kuppel
Zunächst wurde der Prototyp einer Geschützpanzerkuppel mit der Bezeichnung M6 angefertigt. Diese hatte eine Wandstärke von 160 bis 200 mm, die Rohrlänge betrug 1,475 m (L13). Die Kuppel wog 15,8 t und war 20 cm flacher als das spätere Modell M9. Allerdings war dadurch der negative Höhenrichtbereich auf −8° begrenzt, was sich als nicht akzeptabel herausstellte. Im Jahre 1908 wurde diese Kuppel auf dem Artillerie-Schießplatz in Felixdorf mit einer Ladung von 25 kg Ekrasit angesprengt. Die Kuppel war bis auf eine 16 mm tiefe Einbuchtung äußerlich unversehrt, im Inneren jedoch hatten, wie beim Aufprall einer Quetschkopfgranate, Metallabsprengungen Beschädigungen an der Mechanik des Geschützes hervorgerufen (dieser Prototyp, der nur zwölf Seitenrichtzähne besaß, wurde später als mittleres Geschütz in das Werk Gschwent eingebaut).
Man beschloss dann, für den Bau der Serienfertigung andere Maße zu verwenden. Die Kuppel erhielt eine Scheitelstärke von 25 cm und eine höhere Wölbung. Durch eine zusätzliche Änderung am Rohrvorholer konnte der Elevationswinkel auf −15° verbessert werden. Die maximale Richthöhe betrug +43°, wodurch es auch möglich war, mit schwächster Ladung Schrapnelle direkt über dem Vorfeld der Festungsanlagen zu platzieren. Der Innendurchmesser der Panzerkuppel betrug 2,68 m, das Gewicht lag bei 18,7 t. Die Kuppel war auf einem zweiteiligen Vorpanzer aus 25 cm starken Gussstahl mit einem Gewicht von 16,5 t aufgesetzt. Der Vorpanzer war bis zu einer Tiefe von 1 m in die Betondecke des Werkes eingelassen. Der Zugang zum Turm erfolgte über eine Treppe von schräg unten aus einer Poterne. Dieser Übergang stellte eine Schwachstelle dar, die mit einem zusätzlichen Panzer geschützt wurde. Innerhalb der Kuppel befand sich eine drehbare Plattform, die am Boden des Geschützbrunnens aufsaß. Sollte der Turm gedreht werden, wurde er mittels zweier Hebevorrichtungen über vier Gummipuffer um einen Millimeter angehoben (die Last lag jetzt auf der Plattform), in die vorgegebene Position geschwenkt und wieder abgelassen. Der Ringwulst am oberen Rand des Vorpanzers hatte auf seiner Unterseite 24 waagerechte Bohrungen, die um jeweils 15° versetzt waren. In diesen wurde der Turm in Schussposition mit Hilfe eines Arretierungsbolzens verriegelt, dadurch konnte die Turmkuppel bei einem seitlichen Granataufprall nicht verdreht und verkeilt werden. Die Feinrichtung erfolgte dann über das Geschütz selbst, das durch die Minimalschartenlafette um +/− 11,25° nachgerichtet werden konnte. Die Drehung in den Segmenten dauerte mindestens 15 Sekunden. Um das Abwerfen der Kuppel zu verhindern, griffen sechs Klauen unter den Vorpanzer und sicherten sie in dieser Stellung. Um Verklemmungen zu beseitigen, konnte der Turm bis zu 10 Millimeter angehoben werden. Ein Feuern mit der angehobenen Turmkuppel war möglich.
Als Wetterschutz war in der Friedenszeit eine Blechabdeckung vorhanden, die über die gesamte Kuppel gestülpt wurde. Bei der Herstellung der Gefechtsbereitschaft wurden lediglich die Öffnungen in der Kuppel durch eine Blechhaube verdeckt. Diese wurde an einer querlaufenden Leiste über den Öffnungen eingehängt.

## Geschütz
Das Geschütz war eine Weiterentwicklung der Feldhaubitze M99. Das Kaliber betrug 104 mm, die Rohrlänge 176,5 cm (L/17). Das Rohr selbst bestand aus Bronzeguss mit progressivem Drall, einem rechtsseitigen Flachkeilverschluss mit Hülsenliderung und einer hydraulischen Rücklaufbremse. Es war in eine Vorderpivotlafette montiert, die auf der schwenkbaren Plattform befestigt war. Die Lafette verfügte über zwei Vorhebeeinrichtungen, eine Zahnbogenhöhenrichtmaschine mit Schneckenradvorgelege sowie über eine Entlastungsvorrichtung. Die Seitenrichtung erfolgte über einen Schneckentrieb. Bei einer Mündungsgeschwindigkeit von 370 m/s konnte sowohl mit der Schrapnellgranate M9 als auch mit der Sprenggranate M11 eine maximale Reichweite von 7,3 km erzielt werden. Die Zielauffassung erfolgte über ein für die damalige Zeit sehr modernes Visierfernrohr mit unabhängigem Aufsatz. Die Feuerrate lag bei maximal zehn Schuss pro Minute. Es war in eine Depressionslafette installiert.

## Munition
Die meistverwendete Munition war die Schrapnellgranate M9 mit einem Gewicht von 16,2 kg und einer Füllung mit 758 Bleikugeln des Kalibers 11,7 mm. Außerdem wurde die Ekrasitgranate M11 verwendet. Ebenso konnte alle Munition der leichten Feldhaubitze M99 verschossen werden. Die abgeschossenen Granathülsen wurden im Manipulierraum des Festungswerks selbst wieder gefüllt und mit 1. bis 8. Ladung bestückt. Zur Abwehr von Infanterieangriffen war es möglich, die Brennzünder der Schrapnellgranaten bis auf 5 m zu tempieren.

## Fazit

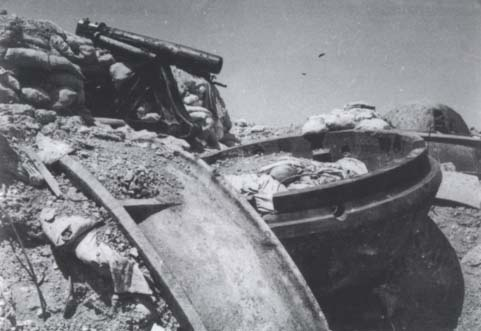
Herausgeschleuderter Panzerturm des Werks Lusern, links der Vorpanzer, oben die freistehende Turmhaubitze

Obwohl die Panzerkuppeln selbst auch von den italienischen 30,5-cm-Küstenmörsern nicht durchschlagen werden konnten, erwiesen sich die Vorpanzer und Eindeckungen als zu schwach. Mehrfach wurden die Geschützbrunnen regelrecht freigeschossen, worauf die kompletten Geschütztürme umkippten. Auch wurden die Vorpanzer mehrfach durchschlagen, was in Einzelfällen dazu führte, dass die Panzerkuppeln herausgeschleudert wurden. Die Reichweite der Haubitzen reichte nicht bei allen Werken aus, um das Feuer der mit 15-cm-Langrohrgeschützen ausgestatteten italienischen Panzerwerke Forte Monte Verena und Forte Campolongo zu erwidern. Erschwerend kam hinzu, dass diese bis zu 500 m höher lagen. Man verlegte daher die Haubitzen mitsamt ihren Lafetten in Feldstellungen, wo sie gute Dienste leisteten.
Bereits bei Beschussversuchen mit dem Mörser M11 (30,5 cm) im Jahre 1913 wurden, allerdings zu spät, die Schwachstellen der Panzerung erkannt. Daraufhin entwarf man ein Nachfolgemodell (T.H. M14) für die 10-cm- und 15-cm-Turmhaubitzen mit einem 2,30 m tiefen und 30 cm starken Vorpanzer. Die Panzerung der Kuppel wurde auf 30 cm verstärkt. Das Gewicht der Kuppel erhöhte sich dadurch auf 22,5 t, das des Vorpanzers auf 51 t. Für den Einbau in das Werk Valmorbia vorgesehen, wurden die Arbeiten daran wegen des Kriegsbeginns abgebrochen.